# Sympiesis grahami
Sympiesis grahami är en stekelart som beskrevs av Erdös 1966. Sympiesis grahami ingår i släktet Sympiesis, och familjen finglanssteklar. Arten är reproducerande i Sverige.